# بوتيف فراتسا
بي أو إف سي بوتيف فراتسا (بالبلغارية: ПОФК Ботев Враца)‏، أو ببساطة بوتيف: نادي كرة قدم بلغاري مقرها في فراتسا، التي تتنافس حاليا في المجموعة V، دوري الدرجة الثالثة لكرة القدم البلغاري. تأسس النادي في عام 1921.
بوتيف فراتسا هي واحدة من أكثر أندية كرة القدم الأبرز في بلغاريا، وملعبه هو استاد خريستو بوتيف الذي بني سنة 1948. وهو يقع في مجمع الرياضة خريستو بوتيف، في الجزء الشرقي من فراتسا. الملعب كان يتسع في البداية ل32000 مشجع. اعيد بناء وتعمير الأجزاء الثلاثة الرئيسية من الملعب في النصف الأول من عام 2008 وعام 2009، ليضاف 6000 مقعد جديد.

## وصلات خارجية
- Official website – in Bulgarian نسخة محفوظة 11 يناير 2010 على موقع واي باك مشين.
- Unofficial website – in Bulgarian نسخة محفوظة 10 أكتوبر 2006 على موقع واي باك مشين.
- Botev Vratza Picture Gallery – in Bulgarian نسخة محفوظة 14 أغسطس 2009 على موقع واي باك مشين.